# Allais-effect
Het Allais-effect is de geponeerde verandering in het gedrag van een slinger van Foucault tijdens een zonsverduistering. Dit effect is voor het eerst waargenomen door Maurice Allais in 1958.
Tijdens een zonsverduistering zouden twee punten op aarde bepalend zijn voor dit effect. Subsolar point (een plek op aarde waar de zon in zenit staat) en greatest eclipse point (een plek op aarde waar de zonsverduistering op zijn grootst is). Hoe kleiner de afstand tussen deze twee, hoe groter het Allais-effect. Tijdens de eclips op 22 juli 2009 (37ste uit de 136ste Saros serie) is deze afstand kleiner dan 450 kilometer en van groot belang voor deze theorie.
Of het effect echt bestaat wordt door vele natuurwetenschappers anno 2007 sterk betwijfeld. Allais (die later voor andere verdiensten een Nobelprijs in de Economie won) claimde dat het effect niet door de huidige natuurwetenschappen kon worden verklaard.
In zijn boek"Feinstoffliche Erweiterung der Naturwissenschaften" geeft Dr. rer. nat. Klaus Volkamer een mogelijke verklaring voor het optreden van het Allais-effect en ook waarom het niet altijd op dezelfde wijze optreedt.